# Планиница (област Бургас)
 За другото българско село вижте Планиница (област Перник).  
Планѝница е село в Югоизточна България, област Бургас, община Руен.

## География
Село Планиница е разположено в Източна Стара планина, в полите на най-югоизточните разклонения на Върбишка планина, около 3 km на запад-северозапад от село Дъскотна, около 1,5 km северно от река Луда Камчия и в централната си част около 100 – 120 m по-високо от реката. С площ на землището 17,396 km² селото е на 3-то място по големина в община Руен (след селата Люляково и Руен).
Климатът е умереноконтинентален, почвите в землището са алувиално-ливадни и излужени канелени горски.
През Планиница минава общински път – в границите на селото негова главна улица, раздвояващ се в източния край на селото – източен път през село Вишна към връзка с третокласния Републикански път III-208, който на север води през селата Билка, Аспарухово и Комунари към град Дългопол, а на юг – през село Дъскотна към град Айтос, с отклонение по третокласния Републикански път III-2085 към село Руен, и югоизточен път – водещ директно към село Дъскотна. На запад общинският път от Планиница води през село Рупча към село Люляково, в което прави връзка с третокласния Републикански път III-7305.

## Население
Населението на Планиница наброява 1012 души към 1934 г., 1620 към 1985 г. и 1418 (по текуща демографска статистика за населението) към 2018 г.
При преброяването на населението към 1 февруари 2011 г. от обща численост 1549 жители за 1394 лица е посочена принадлежност към турска етническа група, а за останалите не е даден отговор.

## История
След края на Руско-турската война 1877 – 1878 г., по Берлинския договор селото остава на територията на Източна Румелия. След Съединението, от 1885 г. то се намира в България с името Чепелджа. Преименувано е на Планиница през 1934 г.
Предполага се, че селото е създадено преди около 500 години. Според преданията, половината заселници са били емигранти от Караманоглу Бейлиги. Някогашното село е било на място, впоследствие ползвано за ниви на съществуващото село. Не са известни причините за изместването на селото с течение на годините с около 2 km от първоначалното му местоположение. По онова време християни и мюсюлмани са живели на едно и също място. Мюсюлманите са се заселили в сегашното равнище на селото заради по-добрите условия за живот там. На каменистия планински терен се дължи според преданията първото име на селото – „Джебеллик“, което значи планинска и камениста земя. По-късно е наречено с името „Чепелджа“ (Чепелдже) – единственото известно име на селото, променено на Планиница. През ловния сезон ловците от село Скалак са идвали да пият вода от чешмата в селото, водата им е харесвала, разчува се, че водата е мека и добра за пиене, а това привлича в селото преселници от другаде. С течение на годините населението на селото нараства.
Първото училище в Планиница е от 1890 г. През 1952 г. е основано читалище, към 1986 г. с име Назъм Хикмет. От 1966 г. читалището е в нова сграда.

## Религии
Религията, изповядвана в село Планиница, е ислям.

## Институции
Село Планиница към 2020 г. е център на кметство Планиница. В селото към 2020 г. има:
- действащо читалище „Иван Вазов 1952 г.“;[10][11]
- действащо основно училище „Никола Йонков Вапцаров“;[12]
- целодневна детска градина, която се финансира с общински средства;[13]
- постоянно действаща джамия[14]
- пощенска станция.[15]

## Забележителности
- Вековно дърво бряст, съществуващо към 2012 г. до джамията в центъра на селото.

## Други
В региона селото е известно с отглеждане на зеле, тютюн и краставички.
Има футболен отбор, който се състои предимно от млади момчета от селото. Отборът се е състезавал в А окръжна група няколко пъти, в участията си в Б-окръжна винаги е бил първенец.